# Чжэньцзян Чжунъань
«Чжэньцзян Чжунъань» (кит. 镇江中安) — бывший китайский футбольный клуб из провинции Цзянсу, город Чжэньцзян, выступавший в третьей по значимости китайской лиге.

## История клуба
Предшественником команды из Чжэньцзяна считается клуб «Шанхай Вэйжунь», основанный в 2002 году. Футбольный клуб «Чжэньцзян Чжунъань» был основан 26 марта 2007 года и уже через два дня был зарегистрирован в в третьей по значимости китайской лиге. По итогам сезона занял седьмое место в Северной Группе. В январе 2008 года клуб был объединён с «Сучжоу Трипс» и переехал в Сучжоу. В 2009 году клуб вновь был объединён, на этот раз с командой «Нинбо Хуаао».

## Изменение названия
- 2002—2006, Шанхай Вэйжунь (上海维润)
- 2007—2008, Чжэньчзян Чжунъань(镇江中安)

## См.также
- Сучжоу Трипс
- Нинбо Хуаао